# Begraafplaats van Mingorrubio

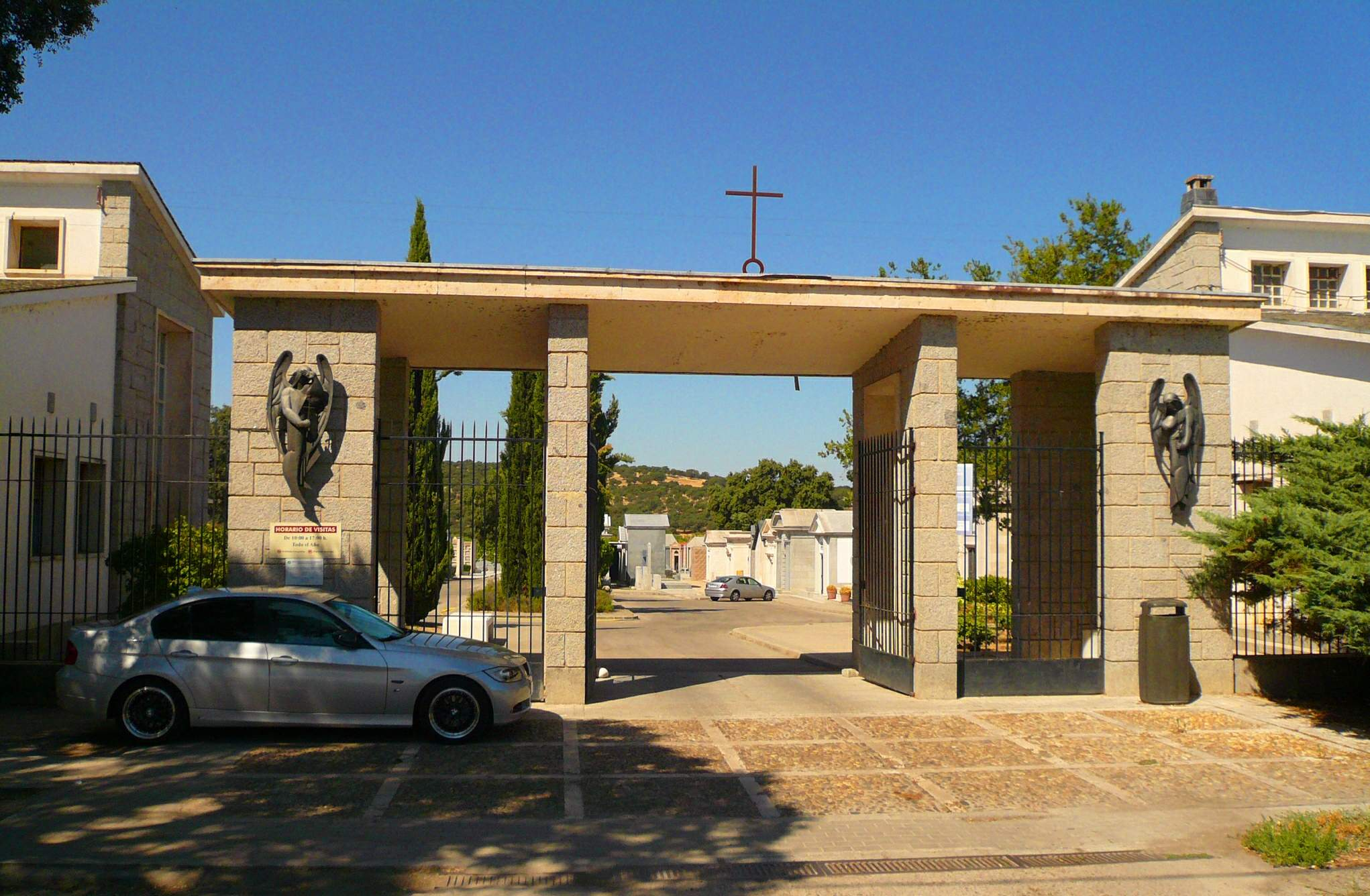
Toegangspoort van de begraafplaats van Mingorrubio

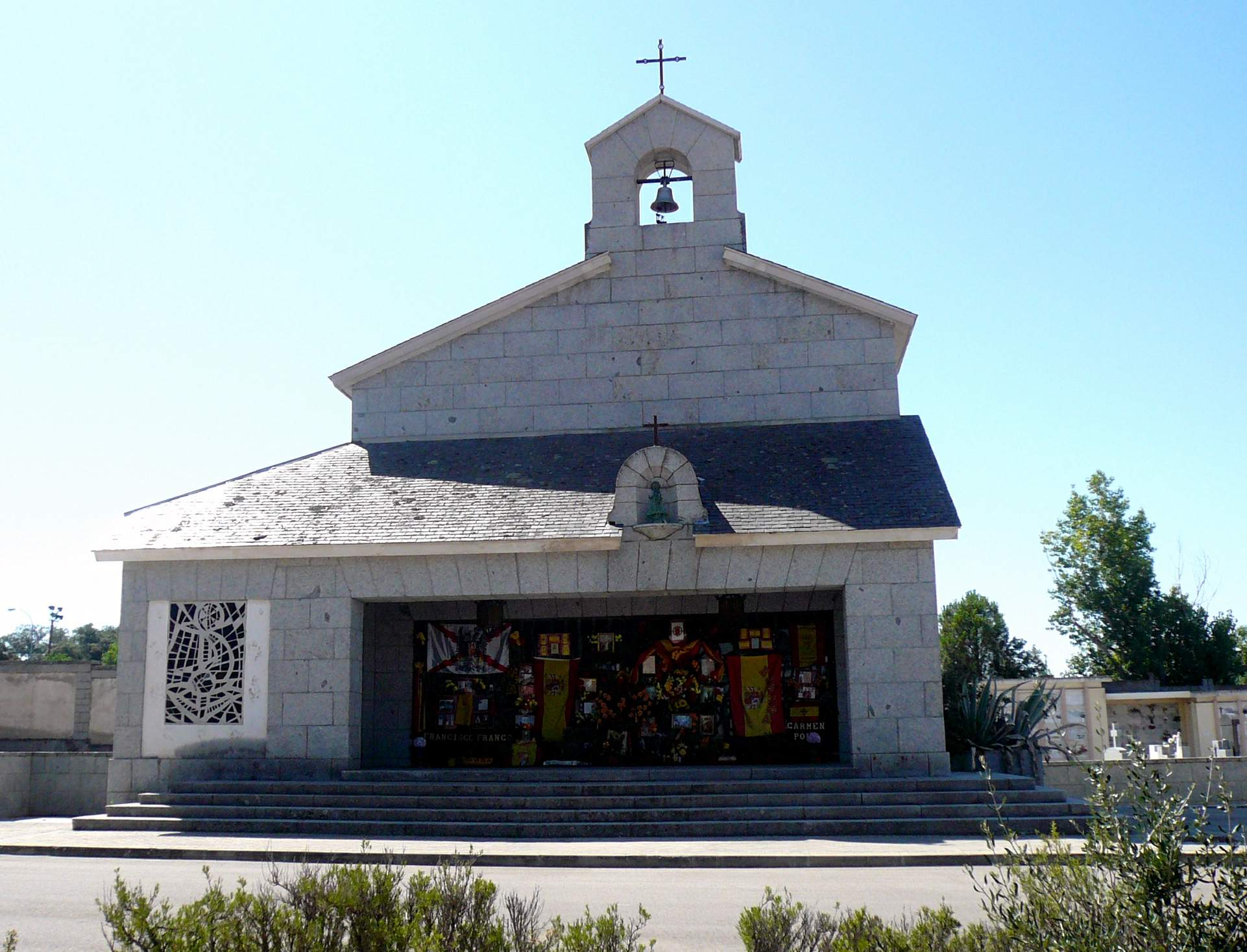
Graf van Francisco Franco

De begraafplaats van Mingorrubio bevindt zich in de Spaanse gemeente Madrid, in het district Fuencarral-El Pardo, nabij de plaats Mingorrubio.
Het bekendste graf op de begraafplaats is het familiegraf van de voormalige dictator Francisco Franco. Na een jarenlange polemiek zijn op 24 oktober 2019 de resten van Francisco Franco vanuit de Vallei van de Gevallenen overgebracht naar deze begraafplaats, en naast de resten van zijn vrouw, Carmen Polo, in het familiegraf geplaatst. Er liggen ook een aantal andere kopstukken uit zijn regime begraven, waaronder Carlos Arias Navarro en Luis Carrero Blanco. 
Verder liggen er de resten van andere bekende personen, waaronder de dictator van de Dominicaanse Republiek Rafael Trujillo en diens zoon, Ramfis Trujillo. 